# Список кораблів і суден Військово-Морських Сил України
У списку кораблів і суден Військово-Морських Сил України наведені всі кораблі і судна, які входять або входили до корабельного складу ВМС ЗС України з 1992 року.

## Бойові кораблі і катери

### В бойовому складі флоту
| Бортовий №               | Фото | Назва             | Проєкт                        | Виробник                                           | Спущений на воду    | Введений до складу | Стан                        | Примітки/статус |
| ------------------------ | ---- | ----------------- | ----------------------------- | -------------------------------------------------- | ------------------- | ------------------ | --------------------------- | --- |
| Патрульні катери         |      |                   |                               |                                                    |                     |                    |                             | |
| P153                     |      | «Прилуки»         | Проєкт 206МР зі змінами       | Середньо-Невський суднобудівний завод, Ленінград   | 12 грудня 1980      | 10 січня 1996      | У строю                     | Після повернення катеру з полону в 2014 році виконував роль патрульного. З грудня 2018 року з катера зняті пускові установки протикорабельних ракет і катер остаточно став патрульним                                                                       |
| P191                     |      | «Старобільськ»    | Тип «Айленд» (англ. «Island») | Bollinger Shipyards                                | 19 жовтня 1988      | 13 листопада 2019  | У строю                     | Дислокується в порту Південний. Колишній WPB-1323 Drummond («Драммонд») |
| P192                     |      | «Суми»            | Тип «Айленд» (англ. «Island») | Bollinger Shipyards, місто Локпорт (Луїзіана), США | 12 квітня 1986      | 29 листопада 2021  | У строю                     | Колишній WPB-1307 «Ocracoke» |
| P193                     |      | «Фастів»          | Тип «Айленд» (англ. «Island») | Bollinger Shipyards, місто Локпорт (Луїзіана), США | 21 квітня 1989      | 29 листопада 2021  | У строю                     | Колишній WPB-1331 «Washington» |
| P182                     |      | «Ірпінь»          | Тип «NAVY 18 WP»              | Baltic Workboats                                   | 10 грудня 2020      | 2 травня 2024      | У строю                     | 2 травня 2024 року відбулася урочиста церемонія передачі на баланс ВМС 2 патрульних катерів з Естонії присвоєнням назв |
| P183                     |      | «Рені»            | Тип «NAVY 18 WP»              | Baltic Workboats                                   | 10 грудня 2020      | 2 травня 2024      | У строю                     | |
|                          |      |                   | 40 Defiant                    | Metal Shark                                        |                     |                    | У строю                     | 6 катерів отримано від США. Був помічений на Дніпрі. |
| Артилерійські катери     |      |                   |                               |                                                    |                     |                    |                             | |
| P170                     |      | «Скадовськ»       | Проєкт 1400М                  | Море (завод)                                       | 1990                | 15 квітня 1992     | З 13.10.21 в ремонті на МСЗ | |
| P171                     |      | АКА-03            | Проєкт 376У                   | Ярославль                                          | 1972                | 1997               | У строю                     | Перейшов до складу ВМС України в 1991 році як рейдовий катер U938. В 2014 році перейменований в U171 АК-03 і перекваліфікований в артилерійський катер. В 2018 році бортовий номер змінений на P171. Знаходився в розпорядженні ГШ ВС України до 2014 року. |
| P172                     |      | «Рівне»           | Проєкт 376У                   | Ярославль                                          | 1972                | 7 жовтня 1998      | У строю                     | Дислокується в м. Очаків |
| P173                     |      | «АКА-02»          | Проєкт 376У                   | Ярославль                                          | 1973                | 7 жовтня 1998      | У строю                     | Дислокується в м. Очаків |
| P175                     |      | «Бердянськ»       | Проєкт 58155                  | Кузня на Рибальському                              | 11 листопада 2015   | 6 грудня 2016      | У строю                     | Після інциденту поблизу Керченської протоки у листопаді 2018 року, 18 листопада 2019 був повернений Україні. Дислокується в м. Одеса |
| P176                     |      | «Нікополь»        | Проєкт 58155                  | Кузня на Рибальському                              | 20 червня 2018 року | 1 липня 2018 року  | У строю                     | Після інциденту поблизу Керченської протоки у листопаді 2018 року, 18 листопада 2019 був повернений Україні. Дислокується в м. Одеса |
| P180                     |      | «Костопіль»       | Проєкт 58155                  | Кузня на Рибальському                              | 2 квітня 2019       | 5 вересня 2020     | У строю                     | Дислокується в м. Одеса |
| P181                     |      | «Буча»            | Проєкт 58155                  | Кузня на Рибальському                              | 30 вересня 2020     | 26 травня 2023     | У строю                     | Дислокується в м. Київ |
| Протидиверсійні катери   |      |                   |                               |                                                    |                     |                    |                             | |
| P241                     |      | «Гола Пристань»   | Проєкт Р-1415                 | Сосновка                                           | 1975                |                    | У строю                     | |
| Середні десантні кораблі |      |                   |                               |                                                    |                     |                    |                             | |
| L401                     |      | «Юрій Олефіренко» | Проєкт 770                    | Польща, Stocznia Północna (Північна верф), Гданськ | 31 грудня 1970      | 10 січня 1996      | У строю                     | Захоплений російськими військами. 19 квітня 2014 року повернутий Україні. Дислокується в м. Очаків |
| Десантні катери          |      |                   |                               |                                                    |                     |                    |                             | |
| L434                     |      | «Сватове»         | Проєкт 1176                   | Азовський судноремонтний завод                     | 1979                | 15 квітня 1992     | У строю                     | |
|                          |      |                   | Sherp the Shuttle             | Sherp                                              | 2022                |                    | У строю                     | У складі річкового дивізіону. |
| Мінні загороджувачі      |      |                   |                               |                                                    |                     |                    |                             | |
| М361                     |      | «Балта»           | Проєкт 130 зі змінами         | Польща, Stocznia Północna (Північна верф), Гданськ | 1987                |                    | У строю                     | Захоплений російськими військами. 15 квітня 2014 повернутий ВМС України 13 жовтня 2021 року судно зазнало аварії |

### Кораблі/катери, що проходять дослідну експлуатацію або державні випробування
| Бортовий №              | Фото | Назва            | Клас                          | Проєкт/тип                                         | Виробник                            | Закладено  | Спущено на воду                                                                    | Очікувана дата прийнята в експлуатацію/бойове чергування | Зауваження |
| ----------------------- | ---- | ---------------- | ----------------------------- | -------------------------------------------------- | ----------------------------------- | ---------- | ---------------------------------------------------------------------------------- | -------------------------------------------------------- | --- |
|                         |      | БДШК-01 «Малин»  | Малий десантний катер         | Проєкт 58503 «Кентавр-ЛК»                          | 28.12.2016                          | 14.09.2018 | Через невідповідність характеристик, дата включення ДШК в склад ВМС відкладається. |                                                          | Слідчий експеримент ДБР підтвердив невідповідність характеристик. На катери накладено арешт                                                                                                  |
|                         |      | десантний катер  | Uisko                         | Фінляндія                                          |                                     |            |                                                                                    |                                                          | передані фінляндією у 2024 , не менше 1 |
| Р194 «В'ячеслав Кубрак» |      | Патрульний катер | Тип «Айленд» (англ. «Island») | Bollinger Shipyards, місто Локпорт (Луїзіана), США |                                     | 13.10.1989 | 15.06.1990 —                                                                       |                                                          | 13 листопада 2019 року тимчасово повірений у справах США в Україні пан Джозеф Пеннінгтон заявив, що США передадуть ВМС ЗС України ще три патрульні катери класу «Island».                    |
| М310                    |      | «Чернігів»       | Протимінний тральник          | Тип «Сендаун»                                      | Велика Британія, Vosper Thornycroft |            | 10.08.1998                                                                         | Проходять навчання                                       | 21 червня 2021 Україна та Велика Британія підписали договір, згідно якого ВМС отримає два протимінних тральники з кредитних коштів, наданих Об'єднаним Королівством на розвиток ВМС України. |
| M311                    |      | «Черкаси»        | Протимінний тральник          | Тип «Сендаун»                                      | Велика Британія, Vosper Thornycroft |            | 09.04.2001                                                                         | Проходять навчання                                       | 21 червня 2021 Україна та Велика Британія підписали договір, згідно якого ВМС отримає два протимінних тральники з кредитних коштів, наданих Об'єднаним Королівством на розвиток ВМС України. |

### Кораблі, що будуються та готуються до передачі
| Назва                           | Фото       | Клас                                                                                | Проєкт / Тип                  | Виробник | Закладено                                                                                | Спущено на воду               | Служба в складі ВМС інших держав | Заявлена дата готовності / Очікувана дата передачі / Очікувана дата прибуття до України                                                                           | Зауваження |
| ------------------------------- | ---------- | ----------------------------------------------------------------------------------- | ----------------------------- | --- | ---------------------------------------------------------------------------------------- | ----------------------------- | -------------------------------- | --- | --- |
| F 211 «Гетьман Іван Мазепа»     |            | Корвет                                                                              | Тип «Ада»                     | Туреччина | Почато роботи 28 квітня 2021, урочистості з нагоди закладки відбулися 7 вересня 2021     | 2.10.2022                     |                                  | Готовність до випробувань — 2023 Пройшов перші випробування в травні 2024 р. Прийняття в склад ВМС — 2024 р.(Роботи з будівництва йдуть з випередженням графіку)  | Між Україною та Туреччиною підписано меморандум про передачу технологій будівництва корветів, та побудову корветів для ВМС України. Місцем побудови обрано завод «Океан» в Миколаєві. За повідомленнями Президента України Володимира Зеленського та командувача ВМС Олексія Неїжпапи перший корвет закладено в Туреччині. У грудні 2020 підписано контракт з Туреччиною на будівництво двох корветів типу Ada для потреб ВМС України |
| F 212 «Гетьман Іван Виговський» |            | Корвет                                                                              | Тип «Ада»                     | Туреччина, Україна | Урочистості з нагоди закладки відбулися 18 серпня 2023 року                              | 01.08.2024                    |                                  | | Підписано рамкову угоду з Туреччиною про будівництво двох корветів типу Ada для потреб ВМС України |
| «Володимир Великий»             |            | Корвет                                                                              | Проєкт 58250                  | Готові секції корпусу побудовані та знаходяться на території колишнього Чорноморського суднобудівного заводу (припинив існування). Подальше будівництво може бути перенесене на інший завод | 2011                                                                                     |                               |                                  | На 2014 рік були готові окремі секції. Будівництво зупинене. Станом на 2021 рік окремі секції в занедбаному стані буквально валяються на території колишнього ЧСЗ | Указом президента України вирішено перенести будівництво на ДП Миколаївський суднобудівний завод. За повідомленням Міноборони буде перепроєктовано та добудовано як багатоцільовий фрегат ближньої морської зони. Добудовувати корабель як фрегат планують у співпраці з Великою Британією. Має стати на заміну флагману «Гетьман Сагайдачний»                                                                                        |
| БДШК-03                         |            | Десантно-штурмовий катер                                                            | Проєкт 58503 «Кентавр-ЛК»     | | 08.02.2019                                                                               | Очікується до кінця 2021 року |                                  | | Буде доопрацьовано та вдосконалено за результатами випробувань перших двох катерів |
|                                 |            | Патрульний катер                                                                    | Тип MK VI                     | SAFE Boats International LLC місто Брементон, США | 2021                                                                                     | У січні 2023 готовий корпус   |                                  | Очікується в 2023 році | Міноборони США замовило два нових патрульних катери типу MK VI для Військово-Морських Сил України |
|                                 |            | Патрульний катер                                                                    | Тип MK VI                     | SAFE Boats International LLC місто Брементон, США | 2021                                                                                     |                               |                                  | Очікується в 2023 році | Державний департамент США погодив продаж Україні за програмою Foreign Military Sale (FMS) 16 сучасних патрульних катерів Mark VI та пов'язаного з ними озброєння, загальною орієнтовною вартістю 600 мільйонів доларів. |
|                                 |            | Патрульний катер                                                                    | Тип MK VI                     | SAFE Boats International LLC місто Брементон, США |                                                                                          |                               |                                  | Очікується до березня 2025 | Пентагон замовив ще шість катерів Mark VI для ВМС України |
|                                 |            | Патрульний катер                                                                    | Тип MK VI                     | SAFE Boats International LLC місто Такома, США |                                                                                          |                               |                                  | Очікується до березня 2025 | Пентагон замовив ще шість катерів Mark VI для ВМС України |
|                                 |            | Патрульний катер                                                                    | Тип MK VI                     | SAFE Boats International LLC місто Такома, США |                                                                                          |                               |                                  | Очікується до березня 2025 | Пентагон замовив ще шість катерів Mark VI для ВМС України |
|                                 |            | Патрульний катер                                                                    | Тип MK VI                     | SAFE Boats International LLC місто Такома, США |                                                                                          |                               |                                  | Очікується до березня 2025 | Пентагон замовив ще шість катерів Mark VI для ВМС України |
|                                 |            | Патрульний катер                                                                    | Тип MK VI                     | SAFE Boats International LLC місто Такома, США |                                                                                          |                               |                                  | Очікується до березня 2025 | Пентагон замовив ще шість катерів Mark VI для ВМС України |
|                                 |            | Патрульний катер                                                                    | Тип MK VI                     | SAFE Boats International LLC місто Фріленд, США |                                                                                          |                               |                                  | Очікується до березня 2025 | Пентагон замовив ще шість катерів Mark VI для ВМС України |
|                                 |            | Патрульний катер                                                                    | Тип MK VI                     | SAFE Boats International LLC місто Такома, США |                                                                                          |                               |                                  | Очікується до березня 2026 | 30 грудня 2021 року Сполучені Штати замовили будівництво ще двох патрульних катерів типу Mark VI (Mk VI) для Військово-Морських Сил (ВМС) України. |
|                                 |            | Патрульний катер                                                                    | Тип MK VI                     | SAFE Boats International LLC місто Такома, США |                                                                                          |                               |                                  | Очікується до березня 2026 | 30 грудня 2021 року Сполучені Штати замовили будівництво ще двох патрульних катерів типу Mark VI (Mk VI) для Військово-Морських Сил (ВМС) України. |
|                                 |            | Патрульний катер                                                                    | Тип «Айленд» (англ. «Island») | США |                                                                                          |                               |                                  | | Запланована передача 7 катерів всього |
|                                 |            | Патрульний катер                                                                    | Тип «Айленд» (англ. «Island») | США |                                                                                          |                               |                                  | | Запланована передача 7 катерів всього |
|                                 |            | Ракетний катер, Fast Inshore Attack Craft (швидкий береговий атакувальний корабель) | P50-U (на основі Protector)   | Велика Британія, Babcock Rosyth (Шотландія), Україна | Перші катери будуть закладені орієнтовно на початку 2022 року                            |                               |                                  | Перші 2 катери надійдуть в Україну орієнтовно в 2025 році | 7 жовтня 2020 Україна підписала з Великою Британією меморандум про будівництво 8 ракетних катерів, з яких два буде збудовано у Великій Британії, а решту — в Україні. |
| Дружба                          |            | Навчальний трищогловий барк                                                         |                               | Польща, Stocznia Gdańska, Гданськ |                                                                                          | 1987                          |                                  | | 29 жовтня 2021 року президент України, Володимир Зеленський, під час відвідування Одеси заявив, що фрегат відремонтують та передадуть інституту військово-морських сил Одеської морської академії. |
| Генічеськ                       |            | Мінні мисливці                                                                      | класу «Alkmaar»               | Нідерланди |                                                                                          |                               |                                  | | Нідерланди передадуть Україні два тральщики класу Alkmaar для знешкодження мін та берегової охорони українських акваторій. Про це повідомила міністр оборони Нідерландів Кайса Оллонгрен під час брифінгу в Одесі. |
| Мелітополь                      |            | Мінні мисливці                                                                      | класу «Alkmaar»               | Нідерланди |                                                                                          |                               |                                  | | Нідерланди передадуть Україні два тральщики класу Alkmaar для знешкодження мін та берегової охорони українських акваторій. Про це повідомила міністр оборони Нідерландів Кайса Оллонгрен під час брифінгу в Одесі. |
| Маріуполь                       | [ 32 ]     | Мінні мисливці                                                                      | класу «Alkmaar»               | верфі Mercantile-Belyard Бельгія |                                                                                          | 1990                          |                                  | | Уряд Бельгії погодив передачу третього морського мінного тральщика класу Alkmaar для Військово-морських сил України. Про це в ході прес-релізу виданню Belga повідомила міністр оборони Бельгії Людивін Дедондер. |
|                                 |            | Десантно-штурмовий катер                                                            | Combat Boat 90                | Швеція |                                                                                          |                               |                                  | | Українські військові отримають на озброєння бойові човни CB90 зі складу військово-морських сил Швеції. |
|                                 |            | Десантно-штурмовий катер                                                            | Combat Boat 90                | Швеція | Новий пакет допомоги від Швеції включає:10 десантно-штурмових катерів класу Stridsbåt 90 |                               |                                  | | |
|                                 | Нідерланди | Десантно-штурмовий катер                                                            | Combat Boat 90                | |                                                                                          |                               |                                  | Нідерланди передадуть Україні три бойові катери CB90. | |
|                                 | Нідерланди | Десантно-штурмовий катер                                                            | Combat Boat 90                | |                                                                                          |                               |                                  | Нідерланди передадуть Україні три бойові катери CB90. | |
|                                 | Нідерланди | Десантно-штурмовий катер                                                            | Combat Boat 90                | |                                                                                          |                               |                                  | Нідерланди передадуть Україні три бойові катери CB90. | |

### Захоплені російськими військами в Криму у 2014 році
| Бортовий №              | Фото | Назва                   | Проєкт        | Спущений на воду | Введений до складу | Зауваження |
| ----------------------- | ---- | ----------------------- | ------------- | ---------------- | ------------------ | --- |
| Підводні човни          |      |                         |               |                  |                    | |
| U-01                    |      | «Запоріжжя»             | Проєкт 641    | 29 травня 1970   | 11 липня 1997      | 21 березня 2014 року захоплений російськими військами у 2014 році. Росією оголошено тендер на утилізацію За останніми даними окупанти планують перетворити на музей |
| Корвети                 |      |                         |               |                  |                    | |
| U208                    |      | «Хмельницький»          | Проєкт 1241.2 | 30 вересня 1985  | грудень 1995       | Захоплений російськими військами у 2014 році. |
| U155                    |      | «Придніпров'я»          | Проєкт 12411Т | 18 грудня 1982   | 12 вересня 1997    | Захоплений російськими військами у 2014 році. |
| U205                    |      | «Луцьк»                 | Проєкт 1124М  | 22 травня 1993   | 30 грудня 1993     | Захоплений російськими військами у 2014 році. Утилізований росіянами в Інкермані, літо 2023 року                                                                    |
| U209                    |      | «Тернопіль»             | Проєкт 1124М  | 15 березня 2002  | 2 лютого 2006      | Захоплений російськими військами у 2014 році. Перетворений на плавучу мішень та потоплений в рамках навчань Чорноморського флоту ВМФ Росії 20 липня 2023 року.      |
| Морські тральники       |      |                         |               |                  |                    | |
| U310                    |      | «Чернігів»              | Проєкт 266М   | 10 вересня 1974  | 25 липня 1997      | Захоплений російськими військами у 2014 році. |
| U311                    |      | «Черкаси»               | Проєкт 266М   | 10 червня 1977   | 25 липня 1997      | Захоплений російськими військами у 2014 році. |
| Великі десантні кораблі |      |                         |               |                  |                    | |
| U402                    |      | «Костянтин Ольшанський» | Проєкт 775    | 1985             | 27 березня 1996    | Захоплений російськими військами у 2014 році. Де факто включений в склад Чорноморського флоту РФ                                                                    |

### Кораблі, що були приведені в непридатність, знищені або захопленні внаслідокповномасштабного вторгнення Російської Федерації в Україну
| Бортовий №                | Фото | Назва                 | Проєкт                                                                      | Виробник                                         | Спущений на воду  | Введений до складу | Стан                | Примітки/статус |
| ------------------------- | ---- | --------------------- | --------------------------------------------------------------------------- | ------------------------------------------------ | ----------------- | ------------------ | ------------------- | --- |
| Фрегати                   |      |                       |                                                                             |                                                  |                   |                    |                     | |
| F130                      |      | «Гетьман Сагайдачний» | Проєкт 1135                                                                 | Суднобудівний завод «Затока»                     | 29 березня 1992   | 2 квітня 1993      | Покладений на ґрунт | Флагман ВМС України. Заплановано виведення зі складу ВМС у 2031 році. Після початку російського вторгнення в Україну 2022 був виведений з ладу та покладений на ґрунт в Миколаєві.                   |
| Патрульні катери          |      |                       |                                                                             |                                                  |                   |                    |                     | |
| P190                      |      | «Слов'янськ»          | Тип «Айленд» (англ. «Island»)                                               | Bollinger Shipyards                              | 9 серпня 1988     | 13 листопада 2019  | Затонув             | Затонув унаслідок ракетного обстрілу рашистського літака (3.03.2022). |
| Десантно-штурмові катери  |      |                       |                                                                             |                                                  |                   |                    |                     | |
| L450                      |      | «Станіслав»           | Проєкт 58503 «Кентавр-ЛК»                                                   | 2016                                             | 20.09.2018        |                    | Затонув             | 7 травня 2022 року під час штурму острову Зміїний десантно-штурмовий катер «Станіслав» був уражений російською ракетою і затонув. Трьох членів екіпажу вдалося врятувати, а п'ятеро зникли безвісти. |
| Артилерійські катери      |      |                       |                                                                             |                                                  |                   |                    |                     | |
| P174                      |      | «Аккерман»            | Проєкт 58155                                                                | Кузня на Рибальському                            | 11 листопада 2015 | 6 грудня 2016      | Зазнав ушкоджень    | Захоплений російськими військами у 2022 році. |
| P177                      |      | «Кременчук»           | Проєкт 58155                                                                | Кузня на Рибальському                            | 30 червня 2017    | 1 липня 2018       | Зазнав ушкоджень    | Захоплений російськими військами у 2022 році. |
| P178                      |      | «Лубни»               | Проєкт 58155                                                                | Кузня на Рибальському                            | 29 червня 2017    | 1 липня 2018       | Знищений            | Дислокувався в м. Маріуполь. Затонув в результаті бою за Маріуполь. Пізніше піднятий з дна росіянами, на катері видно численні пошкодження та пробоїни                                               |
| P179                      |      | «Вишгород»            | Проєкт 58155                                                                | Кузня на Рибальському                            | 24 червня 2017    | 1 липня 2018       | Зазнав ушкоджень    | Захоплений російськими військами у 2022 році. |
| Рейдові тральники         |      |                       |                                                                             |                                                  |                   |                    |                     | |
| M360                      |      | «Генічеськ»           | Проєкт 1258Е                                                                | Середньо-Невський суднобудівний завод, Ленінград | 10 липня 1985     | 1 серпня 1997      | Потоплений          | В липні 2022 року був потоплений у Чорному морі через ракетний удар російської авіації під час російсько-української війни.                                                                          |
| Допоміжні військові судна |      |                       |                                                                             |                                                  |                   |                    |                     | |
| A500                      |      | «Донбас»              | Пошуково-рятувальне судно (корабель управління) Дислокується в м. Бердянськ | Проєкт 304                                       | 1969              |                    | Затонув             | Знищений 06.04.2022 у порту Маріуполь |
| А830                      |      | «Корець»              | Морський буксир                                                             | Проєкт 745                                       | 1973              |                    | Зазнав ушкоджень    | Дислокується в м. Бердянськ. Планувалось перетворити на патрульний корабель, захоплений російськими військами, знаходиться в Новоросійську                                                           |

### Кораблі, що будувались в Криму ібули захоплені у 2014 році
| Назва      | Клас   | Проєкт        | Закладено | Заявлена дата готовності | Зауваження                                                     |
| ---------- | ------ | ------------- | --------- | ------------------------ | -------------------------------------------------------------- |
| «Львів»    | Корвет | Проєкт 1145.1 | 1988      |                          | Готовність 95 %, ФСК «Море», Феодосія, під контролем окупантів |
| «Луганськ» | Корвет | Проєкт 1145.1 | 1989      |                          | Готовність 60 %, ФСК «Море», Феодосія, під контролем окупантів |

### Виключені з бойового складу флоту
| Бортовий № | Назва                          | Проєкт        | Клас                          | Спущений на воду | Введений до складу | Виключений зі складу | Зауваження |
| ---------- | ------------------------------ | ------------- | ----------------------------- | ---------------- | ------------------ | -------------------- | --- |
| U131       | «Гетьман Байда Вишневецький»   | Проєкт 1135.1 | Фрегат                        |                  |                    |                      | Планувався як рос. Красный Вымпел, у серпні 1992 перейменовано, закладено 27 грудня 1992 року. Скасовано 1995 року. |
| U132       | «Отаман Сидір Білий» (СКР-112) | Проєкт 159А   | Сторожовий корабель           | 15 серпня 1967   |                    | Осінь 1997           | |
| U210       | «Херсон»                       | Проєкт 1124   | Корвет                        | 2 червня 1973    |                    | 8 вересня 1998       | Списаний через поганий технічний стан |
| U422       | «Краматорськ»                  | Проєкт 1232.2 | Малий десантний корабель      | 30 грудня 1988   |                    | 11 червня 1999       | |
| U150       | «Конотоп»                      | Проєкт 206МР  | Ракетний катер                | 29 жовтня 1981   |                    | 30 червня 1999       | Переданий Грузії |
| U209       | «Суми»                         | Проєкт 1124   | Корвет                        | 30 травня 1971   |                    | 1998                 | Списаний через поганий технічний стан |
| U151       | «Цюрупинськ»                   | Проєкт 206МР  | Ракетний катер                | 15 червня 1981   |                    | 29 листопада 2000    | |
| U424       | «Артемівськ»                   | Проєкт 1232.2 | Малий десантний корабель      | 30 грудня 1989   |                    | 29 листопада 2000    | |
| U421       | «Іван Богун»                   | Проєкт 1232.2 | Малий десантний корабель      | 9 грудня 2000    |                    | 8 лютого 2001        | Проданий Греції |
| U423       | «Горлівка»                     | Проєкт 1232.2 | Малий десантний корабель      | 30 грудня 1991   |                    | 22 березня 2001      | Проданий Греції |
| U133       | «Миколаїв»                     | Проєкт 1135   | Фрегат                        | 3 червня 1979    |                    | 2001                 | |
| U134       | «Дніпропетровськ»              | Проєкт 1135   | Фрегат                        | 7 травня 1977    |                    | 30 жовтня 2002       | |
| U132       | «Севастополь»                  | Проєкт 1135   | Фрегат                        | 1 липня 1976     | 31 грудня 1976     | 30 листопада 2004    | Після списання був проданий Туреччині для використання в ролі корабля-мішені. |
| U861       | «Світловодськ»                 | Проєкт 254    | Малий артилерійський корабель | 25 вересня 1954  | 30 листопада 1954  | 11 червня 1999       | Закладений і вступив у стрій як базовий тральщик, у 1966-му перекласифікований у морський тральщик, у 1982-му переобладнаний у випробувальне судно, а в 1995-му в малий артилерійський корабель                        |
| U762       | «Рівне»                        | Проєкт 1171   | Великий десантний корабель    | 10 червня 1971   |                    | 30 листопада 2004    | Після списання було продане приватній фірмі для використання як суховантажного судна. |
| U205       | «Ізмаїл» («Чернігів»)          | Проєкт 1124   | Корвет                        | 22 червня 1980   |                    | 2005                 | |
| U420       | «Донецьк»                      | Проєкт 1232.2 | Малий десантний корабель      | 26 червня 1993   |                    | 23 липня 2008        | |
| U152       | «Умань»                        | Проєкт 206МР  | Ракетний катер                | 1979             |                    | 2008                 | Списаний 30 листопада 2004. |
| U156       | «Кременчук»                    | Проєкт 1241   | Корвет                        | 10 червня 1985   |                    | 7 листопада 2012     | |
| U207       | «Ужгород»                      | Проєкт 1241   | Корвет                        | 25 грудня 1982   |                    | 7 листопада 2012     | |
| U154       | «Каховка»                      | Проєкт 206МР  | Ракетний катер                | 1980             |                    | 7 листопада 2012     | |
| U331       | «Маріуполь»                    | Проєкт 1265   | Базовий тральщик              | 29 грудня 1978   |                    | 7 листопада 2012     | |
| U330       | «Мелітополь»                   | Проєкт 1265   | Базовий тральщик              | 30 вересня 1979  |                    | 17 жовтня 2013       | |
| U431       | «Брянка»                       | Проєкт 1785   | Десантний катер               | 1970             |                    | 15 квітня 1992       | Списаний в 2013 |
| A206       | «Вінниця»                      | Проєкт 1124П  | Корвет                        | 12.09.1976       | 24.12.1976         | 29 січня 2021 року   | Захоплений російськими військами. 19 квітня 2014 року повернутий Україні. Виключений зі складу флоту за Наказом Міністра оборони № 28. В рос. змі- 05.06.2022 з'явилось відео про підтоплення корабля в порту Очакова. |

## Судна допоміжного флоту

### В бойовому складі флоту
| Бортовий №                    | Фото | Назва                 | Клас                                          | Проєкт                     | Спущений на воду | Введений до складу | Стан                    | Зауваження |
| ----------------------------- | ---- | --------------------- | --------------------------------------------- | -------------------------- | ---------------- | ------------------ | ----------------------- | --- |
| А505                          |      | «Сімферополь»         | Середній розвідувальний корабель              | Проєкт «Лагуна»            | 2016             | 2022               | У строю                 | Введено у стрій у 2022 році |
| A512                          |      | «Переяслав»           | Малий розвідувальний корабель                 | Проєкт 1824Б               | 1987             |                    | У строю                 | |
| А715                          |      | «Олександр Охрименко» | Багатофункціональне пошуково-рятувальне судно | Проєкт 2262, тип Светломор | 1987             | 13.11.2019         | У ремонті з 29.08.21 р. | Міністерство інфраструктури України передало Військово-Морським Силам Збройних Сил України пошуково-рятувальне судно «Олександр Охрименко» з розпорядження Адміністрації морських портів України. |
| Навчально-тренувальні катери  |      |                       |                                               |                            |                  |                    |                         | |
| A540                          |      | «Чигирин»             | Навчальний катер                              | Проєкт УК-3 (СК620)        | 1985             |                    | У строю                 | 29 квітня 2014 року повернутий ВМС України |
| A541                          |      | «Сміла»               | Навчальний катер                              | Проєкт УК-3 (СК620)        | 1985             |                    | У строю                 | 30 квітня 2014 року повернутий ВМС України |
| A542                          |      | «Нова Каховка»        | Навчальний катер                              | Проєкт УК-3 (СК620)        | 1987             |                    | У строю                 | 29 квітня 2014 року повернутий ВМС України |
| Водолазні судна               |      |                       |                                               |                            |                  |                    |                         | |
| А700                          |      | «Нетішин»             | Морське водолазне судно                       | Проєкт 535М                | 1973             |                    | У строю                 | |
| A701                          |      | «Почаїв»              | Морське водолазне судно                       | Проєкт 535М                | 1975             |                    | У строю                 | 7.05.2014 повернуте ВМС України |
| A860                          |      | «Кам'янка»            | Водолазне дослідницьке судно                  | Проєкт 431ПУ               | 1957             | Списане            | Списане                 | 3 червня 2014 року повернуте Україні. (дислокується в м. Очаків) |
| Морські транспорти            |      |                       |                                               |                            |                  |                    |                         | |
| А753                          |      | «Горлівка»            | Середній морський транспорт                   | Проєкт 1849                | 1965             |                    | У строю                 | 19 квітня 2014 року повернутий Україні. |
| Санітарні катери              |      |                       |                                               |                            |                  |                    |                         | |
| А782                          |      | «Сокаль»              | Санітарний катер                              | Проєкт СК620               | 1983             |                    | У ремонті з 26.08.21 р. | 7.05.2014 повернуте ВМС України |
| Кілекторні і кабельні судна   |      |                       |                                               |                            |                  |                    |                         | |
| А852                          |      | «Шостка»              | Кілекторне судно                              | НДР Проєкт 419             | 1976             |                    | У строю                 | 19 квітня 2014 року повернуте ВМС України (дислокується в м. Очаків) |
| Буксири                       |      |                       |                                               |                            |                  |                    |                         | |
| А831                          |      | «Ковель»              | Морський буксир                               | Проєкт 733                 | 1965             | Списаний           | Списаний                | 19 квітня 2014 року повернутий Україні. |
| Судна контролю фізичних полів |      |                       |                                               |                            |                  |                    |                         | |
| А812                          |      | «Сєверодонецьк»       | Судно контролю фізполів                       | Проєкт 1806.1              | 1987             | Списане            | Списане                 | 3 червня 2014 року повернуте Україні. |
| Рятувальні буксирні судна     |      |                       |                                               |                            |                  |                    |                         | |
| A706                          |      | «Ізяслав»             | Рятувальне буксирне судно                     | Проєкт 733С                | 1962             | Списаний           | Списаний                | 3 червня 2014 року повернуте Україні. |
| Водоналивні танкери           |      |                       |                                               |                            |                  |                    |                         | |
| А756                          |      | «Судак»               | Морський водоналивний танкер                  | Проєкт 561                 | 1957             | Списаний           | Списаний                | 19 квітня 2014 року повернуте ВМС України (дислокується в м. Очаків) |

### Захоплені російськими військами в Криму у 2014 році
| Бортовий №                                    | Фото | Назва                  | Клас                        | Проєкт        | Спущений на воду | Введений до складу | Стан | Зауваження                                    |
| --------------------------------------------- | ---- | ---------------------- | --------------------------- | ------------- | ---------------- | ------------------ | ---- | --------------------------------------------- |
| Кораблі управління і спеціального призначення |      |                        |                             |               |                  |                    |      |                                               |
| U510                                          |      | «Славутич»             | Корабель управління         | Проєкт 1288.4 | 1992             |                    |      | Захоплений російськими військами у 2014 році. |
| Навчально-тренувальні судна                   |      |                        |                             |               |                  |                    |      |                                               |
| U951                                          |      | «Велика Олександрівка» | Навчально-тренувальне судно | Проєкт 254    | 1954             |                    |      | Захоплене російськими військами у 2014 році.  |
| Гідрографічні судна                           |      |                        |                             |               |                  |                    |      |                                               |
| U635                                          |      | «Сквира»               | Гідрографічний катер        | Проєкт П-1415 | 1989             |                    |      | Захоплений російськими військами у 2014 році. |
| U662                                          |      | МГК-1889               | Малий гідрографічний катер  | Проєкт 16830  |                  |                    |      | Захоплений російськими військами у 2014 році. |
| Пошуково-рятувальні судна                     |      |                        |                             |               |                  |                    |      |                                               |
| U705                                          |      | «Кременець»            | Рятувальне буксирне судно   | Проєкт 714    | 1983             |                    |      | Захоплене російськими військами у 2014 році.  |
| Катери-торпедолови                            |      |                        |                             |               |                  |                    |      |                                               |
| А891                                          |      | «Херсон»               | Катер-торпедолов            | Проєкт 1388   |                  | 31 жовтня 1987     |      | Захоплене російськими військами у 2014 році.  |
| Протидиверсійні катери                        |      |                        |                             |               |                  |                    |      |                                               |
| U240                                          |      | «Феодосія»             | Протидиверсійний катер      | Проєкт П-1415 | 1982             |                    |      | Захоплений російськими військами у 2014 році. |
| Рейдові катери                                |      |                        |                             |               |                  |                    |      |                                               |
| U926                                          |      | U926                   | Рейдовий катер              | Проєкт 376    | 1971             |                    |      | Захоплений російськими військами у 2014 році. |
| Рейдові буксири                               |      |                        |                             |               |                  |                    |      |                                               |
| U953                                          |      | «Дубно»                | Рейдовий буксир             | Проєкт 737М   | 1974             |                    |      | Захоплений російськими військами у 2014 році. |
| Судна-нафтосміттєзбірники                     |      |                        |                             |               |                  |                    |      |                                               |
| U954                                          |      | МУС-482                | Судно-нафтосміттєзбірник    | Проєкт 14630  | 1983             |                    |      | Захоплений російськими військами у 2014 році. |
| Плавучі крани                                 |      |                        |                             |               |                  |                    |      |                                               |
| U802                                          |      | «Каланчак»             | Плавучий кран               | Проєкт 771    | 1961             |                    |      | Захоплений російськими військами у 2014 році. |

### Виключені зі складу допоміжного флоту
| Бортовий №                                    | Назва                 | Клас                                 | Проєкт       | Спущений на воду | Введений до складу | Виключений зі складу | Зауваження |
| --------------------------------------------- | --------------------- | ------------------------------------ | ------------ | ---------------- | ------------------ | -------------------- | --- |
| Кораблі управління і спеціального призначення |                       |                                      |              |                  |                    |                      | |
| U511                                          | «Сімферополь»         | Середній розвідувальний корабель     | Проєкт 861М  | 1973             |                    |                      | Списаний 7 липня 2012 року |
| U533                                          | «Коломия»             | Плавбаза надводних кораблів          | Проєкт 2001М | 1970             |                    |                      | В бойовий склад не включалася, списана |
|                                               | «Ольвія»              | Плавуча майстерня                    | Проєкт 300   | 1964             | 1964               | 1964                 | Списане в 2000 році |
| Гідрографічні судна                           |                       |                                      |              |                  |                    |                      | |
| U600                                          | ГС-82                 | Гідрографічне                        | Проєкт 870   | 1969             | 1994               | 1998                 | Держгідрографія |
| U602                                          | «Алчевськ»            | Гідрографічне дослідницьке судно     | Проєкт 861М  | 1969             | 1996               | 1998                 | Передане до гідрографічної служби України (Держгідрографія), утилізоване в 2013р                                                                                 |
| Пошуково-рятувальні судна                     |                       |                                      |              |                  |                    |                      | |
| U702                                          | «Чернівці»            | Пошуково-рятувальне судно            | Проєкт 596П  | 1966             |                    |                      | В бойовий склад не включалося, списане |
| U704                                          | «Івано-Франківськ»    | Пошуково-рятувальне судно            | Проєкт 596П  | 1966             |                    |                      | В бойовий склад не включалося, списане |
| Водолазні судна                               |                       |                                      |              |                  |                    |                      | |
| U707                                          | «Вільногірськ»        | Водолазний морський бот              | Проєкт 522   | 1958             |                    |                      | Списаний восени 2013 року |
| U709                                          | «Енергодар»           | Водолазний морський бот              | Проєкт 522   | 1960             |                    |                      | Проданий приватній компанії Списана 30 листопада 2004 |
| Протипожежні судна                            |                       |                                      |              |                  |                    |                      | |
| А722                                          | «Борщів»              | Протипожежний катер                  | Проєкт 364   | 1954             |                    | 2019                 | 30 квітня 2014 року повернутий ВМС України. Виключений зі складу флоту у 2019 році                                                                               |
| А728                                          | «Євпаторія»           | Протипожежний катер                  | Проєкт 364   | 1953             |                    | 2019                 | 19 квітня 2014 року повернутий ВМС України (дислокується в м. Очаків). Виключений зі складу флоту у 2019 році                                                    |
| Морські транспорти                            |                       |                                      |              |                  |                    |                      | |
| U754                                          | «Джанкой»             | Морський транспорт озброєння         | Проєкт 1823  | 1968             |                    |                      | Виключений із складу флоту у 2013 році. Готувався до списання. Захоплений російськими військами у 2014 році..                                                    |
| U755                                          | «Ялта»                | Морський рефрижераторний транспорт   | Проєкт 502Р  | 1971             |                    |                      | Списаний |
| U761                                          | «Новгород-Сіверський» | Морська самохідна суховантажна баржа | Проєкт 1526  | 1959             | 1997               | 2004                 | Списаний |
| U904                                          | «Біляївка»            | Рейдова самохідна суховантажна баржа | Проєкт 106   | 1965             | 1997               | 2004                 | Списаний |
| Танкери                                       |                       |                                      |              |                  |                    |                      | |
| U757                                          | «Макіївка»            | Великий морський танкер              | Проєкт 1599В | 1970             |                    |                      | Проданий приватній компанії |
| U758                                          | «Керч»                | Середній морський танкер             | Тип «Дубна»  | 1974             |                    |                      | Проданий приватній компанії |
| U759                                          | «Бахмач»              | Малий морський танкер                | Проєкт 1844Д | 1972             |                    |                      | Виключений із складу флоту у 2013 році. Готувався до списання. Захоплений російськими військами у 2014 році. Утилізований росіянами в Інкермані, осінь 2014 року |
| А760                                          | «Фастів»              | Малий морський танкер                | Проєкт 1844Д | 1981             |                    | 2019                 | Повернутий Україні 11 квітня 2014 року. Виключений зі складу флоту у 2019 році                                                                                   |
| Кілекторні і кабельні судна                   |                       |                                      |              |                  |                    |                      | |
| U851                                          | «Новий Буг»           | Кабельне судно                       | Проєкт 1274  | 1968             |                    |                      | Продане приватній компанії |
|                                               | «Бердичів»            | Енергетичне судно                    | Проєкт 440   |                  |                    |                      | Списана 30 листопада 2004 |
| Дослідницькі судна                            |                       |                                      |              |                  |                    |                      | |
| U862                                          | «Коростень»           | Дослідницьке судно                   | Проєкт 106К  | 1966             |                    |                      | Списане 30 листопада 2004 |
| U863                                          | «Арциз»               | Дослідницьке судно                   | Проєкт 1236  | 1972             |                    |                      | Списане |
| Катери-торпедолови                            |                       |                                      |              |                  |                    |                      | |
| U890                                          | «Малин»               | Катер-торпедолов                     | Проєкт 1388  | 1974             |                    |                      | Списаний |

## Рейдові катери і плавзасоби
| Бортовий №           | Фото           | Назва                  | Клас                                  | Проєкт                    | Спущений на воду | Введений до складу | Стан                                                                                                 | Зауваження |  |
| -------------------- | -------------- | ---------------------- | ------------------------------------- | ------------------------- | ---------------- | ------------------ | --- | --- |  |
| Катери зв'язку       |                |                        |                                       |                           |                  |                    | | |  |
| А854                 |                | «Добропілля»           | Катер зв'язку                         | Проєкт722У ІІ серія       | 1975             |                    | У строю                                                                                              | 7 травня 2014 року повернутий ВМС України |  |
| А855                 |                | «Південний»            | Катер зв'язку                         | Проєкт722У, потім УК-649  | 1974             |                    | У ремонті                                                                                            | У травні 2018 озброєно кулеметом |  |
| А853                 | Файл:U-853.jpg | «Коростень»            | Катер зв'язку                         | Проєкт1387                | 1965             |                    | | 7.05.2014 повернутий ВМС України |  |
|                      |                | «Бойкий»               | Катер зв'язку                         | Проєкт Н45                | 1991             | 7.02.2019          | Затонув                                                                                              | Постановка на облік та присвоєння бортового номера організується командувачем ВМСУ Заводський № 373962                                               |  |
| Гідрографічні катери |                |                        |                                       |                           |                  |                    | | |  |
|                      |                | «Дмитро Чубарь»        | Гідрографічний катер                  | Проєкт 1462               | 1985             | 4.10.2021          | Невідомо                                                                                             | Переданий у лютому 2021 року від Бердянського морського порту. Дислокується у місті Бердянськ.                                                       |  |
| А659                 |                | МГК-1877               | Малий гідрографічний катер            | Проєкт 16830              | 1988             |                    | | Захоплений російськими військами, повернутий у травні 2014 року                                                                                      |  |
| Рейдові катери       |                |                        |                                       |                           |                  |                    | | |  |
|                      |                |                        | Рейдовий роз'їзний катер              | Проєкт 1398Б              |                  |                    | | Включений до складу ВМС ЗС України у квітні 2021 року                                                                                                |  |
| А923                 |                | А923                   | Рейдовий катер                        | Проєкт 1390               |                  |                    | | |  |
| А721                 |                | «Володимир Волинський» | Рейдовий водолазний катер             | Проєкт РВ1415             | 1983             |                    | Неходовий                                                                                            | |  |
| A724                 |                | РВК-258                | Рейдовий водолазний катер             | Проєкт РВ376              | 1968             |                    | | |  |
| А732                 |                | «Ромни»                | Рейдовий водолазний катер             | Проєкт РВ1415             | 1960             |                    | У строю                                                                                              | 30 квітня 2014 року повернутий ВМС України |  |
| A734                 |                | U734                   | Рейдовий водолазний катер             | Проєкт 376                | 1974             |                    | | |  |
|                      |                | «Яуза»                 | Водолазне судно                       | Проєкт РВМ-376            | 1983             |                    | | Раніше катер ніс службу на Кременчуцькій рятувальній станції.                                                                                        |  |
| А001                 |                |                        | Службово-роз'їзний катер              | Проєкт 371У               | 1984             |                    | | Захоплений російськими військами, повернутий у травні 2014 року                                                                                      |  |
| A237                 |                | А237                   | Рейдовий катер                        |                           |                  |                    | | |  |
|                      |                |                        | Річковий патрульний катер             | Small unit riverine craft |                  |                    | У строю                                                                                              | У складі дивізіону річкових катерів Річкової флотилії Військово-морських сил України на Черкащині.                                                   |  |
|                      |                |                        | Річковий патрульний катер             | Small unit riverine craft |                  |                    | У строю                                                                                              | У складі дивізіону річкових катерів Річкової флотилії Військово-морських сил України на Черкащині.                                                   |  |
|                      |                |                        | Річковий патрульний катер             | UMS 425CC                 |                  |                    | У строю                                                                                              | 2 катери передані виробником у ДПСУ 11 серпня 2022 року. Ще 4 від ЄС отримали прикордонники Могилів-Подільського загону у вересні 2022 року.         |  |
| Судна забезпечення   |                |                        |                                       |                           |                  |                    | | |  |
| А783                 |                | «Чорноморськ»          | Великий пасажирський катер            | Проєкт 1430               | 1976             |                    | | 29 квітня 2014 року повернутий ВМС України |  |
| А941                 |                | БУК-239                | Буксирний катер                       | Проєкт Т63                | 1954             |                    | | |  |
| А942                 |                | «Новоозерне»           | Буксирний катер                       | Проєкт Т63                | 1955             |                    | | 19 квітня 2014 року повернутий Україні. |  |
| А947                 |                | «Яни Капу»             | Рейдовий буксир                       | Проєкт 498                | 1974             |                    | Зазнав ушкоджень, відновлений                                                                        | Після інциденту поблизу Керченської протоки у листопаді 2018 року, 18 листопада 2019 був повернений Україні                                          |  |
| U944                 |                | РБ-27                  | Рейдовий буксир                       | Тип О                     | 1940             |                    | | Австрійський річковий буксир захоплений у 1944 році радянськими військами та включений до складу Чорноморського флоту. У 1995 році перейшов Україні. |  |
|                      |                | РБ-69 (Grefenstein)    | Рейдовий буксир                       | Тип Z                     | 1941             |                    | | Австрійський річковий буксир захоплений у 1944 році радянськими військами та включений до складу Чорноморського флоту. У 1995 році перейшов Україні. |  |
|                      |                |                        | Рейдова плавуча судоремонта майстерня | Проєкт 889                | 1983             | 7.02.2019          | У строю                                                                                              | Постановка на облік та присвоєння бортового номера організується командувачем ВМСУ                                                                   |  |
|                      |                | ПМР-66                 | Рейдова плавуча майстерня             |                           | 1926             |                    | | |  |
|                      |                | ПМР-152                | Рейдова плавуча майстерня             | Проєкт 889                | 1973             |                    | | 21 липня 2004 року передана приватній компанії. У 2011-у повернута ВМС України.                                                                      |  |
|                      |                | «Байкал»               | Рейдова водоналивна несамохідна баржа | Проєкт 20641              | 1985             | 7.02.2019          | У строю                                                                                              | Постановка на облік та присвоєння бортового номера організується командувачем ВМСУ Заводський № 13                                                   |  |
| Надувні човни        |                |                        |                                       |                           |                  |                    | | |  |
|                      |                |                        | Корпусний надувний човен (класу RIB)  | Willard Sea Force 11M     |                  | 2015               | | На озброєні 2 одиниці з 15 січня 2015 |  |
|                      |                |                        | Корпусний надувний човен (класу RIB)  | GALAXY Trident 8          |                  | 2023               | Два човни придбані Благодійним фондом Сергія Притули та передані спецпризначенцям у квітні 2023 року | |  |
|                      |                |                        | Корпусний надувний човен (класу RIB)  | Willard Sea Force 730     |                  | 2015               | | На озброєні 3 одиниці з 15 січня 2015 |  |
|                      |                |                        | Корпусний надувний човен (класу RIB)  | Metal Shark 7M RIB        |                  | 2021               | Розподілені по підрозділам ВМС ЗС України                                                            | 10 лютого 2021 року відбулась урочиста церемонія передача 10 таких катерів від США до ВМС ЗС України                                                 |  |
|                      |                |                        | Надувний човен                        | Wing                      |                  | 2021               | Розподілені по підрозділам ВМС ЗС України                                                            | 10 лютого 2021 року відбулась урочиста церемонія передача 70 таких човни від США до ВМС ЗС України                                                   |  |
| Корабельні щити      |                |                        |                                       |                           |                  |                    | | |  |
|                      |                | Щит-мішень-26          | Великий корабельний щит               | Проєкт 436Б               |                  |                    | | |  |
|                      |                |                        | Малий корабельний щит                 | Проєкт 454                | 1978             |                    | | |  |

### Виключені зі складу флоту
| Бортовий № | Назва                 | Клас                           | Проєкт                    | Спущений на воду | Введений до складу | Виключений зі складу | Зауваження |
| ---------- | --------------------- | ------------------------------ | ------------------------- | ---------------- | ------------------ | -------------------- | --- |
| U731       | «Миргород»            | Рейдовий водолазний катер      | Проєкт РВ-376У            | 1975             |                    |                      | Списаний 30 листопада 2004 року |
| U937       | U937 (BG501)          | Рейдовий катер                 | Проєкт 376                | 1970             |                    |                      | Списаний у 2008 році |
| U493       | U493                  | Буксирний катер                | Проєкт Т63                | 1956             |                    |                      | Потонув 3 листопада 2001 року біля мису Херсонес через надходження води                                                                                        |
| U948       | U948                  | СМ                             | Проєкт 363                | 1952             |                    |                      | Списане у 2012 році |
| U949       | «Берестечко»          | МПД                            | Проєкт СПД 201            | 1976             |                    |                      | Проданий приватній компанії |
| U632       | БГК-334               | ГК                             | Проєкт 1896               | 1974             |                    |                      | У червні 2007 року переданий ДП «Держгідрографія» |
|            | БГК-37                | ГК                             | Проєкт 355                | 1955             |                    |                      | У липні 2004 року переданий ДП «Держгідрографія» |
|            | БГК-650               | ГК                             | Проєкт 376У               | 1955             |                    |                      | 1 березня 1998 року переданий ДП «Держгідрографія» |
|            | РВК-1075              | Рейдовий водолазний катер      | Проєкт РВ1415             | 1991             |                    |                      | 7 жовтня 1996 року переданий МНС України |
|            | РВК-5                 | Рейдовий водолазний катер      | Проєкт РВ376А             | 1959             |                    |                      | Списаний 30 листопада 2004 року |
|            | РВК-761               | Рейдовий водолазний катер      | Проєкт РВ376              | 1971             |                    |                      | Списаний у 2008 року |
|            | «Новгород-Сіверський» | Морська суховантажна баржа     | Проєкт 1626               | 1959             |                    |                      | Списана 30 листопада 2004 |
|            | «Біляївка»            | Морська суховантажна баржа     | Проєкт 106                |                  |                    |                      | Списана 30 листопада 2004 |
|            | «Кагарлик»            | Плавкран                       | Проєкт 4ЛДГ               | 1953             |                    |                      | Списаний 29 листопада 2000 |
|            | Щит-мішень-22         | ВКЩ                            | Проєкт 436Б               |                  |                    |                      | Списаний 30 листопада 2004. |
|            | «МУС-857»             | НСЗ                            | Проєкт 1515               | 1974             |                    |                      | Списаний 30 листопада 2004 |
|            | «Сарни»               | Плавучий кран                  | Проєкт Д-9030             |                  |                    |                      | Списаний 30 листопада 2004 |
|            | «ПКЗ-69»              | Плавуча казарма                | Проєкт ДД-17              |                  |                    |                      | Списана 30 листопада 2004 |
|            | «Хмільник»            | Плавучий док                   | Проєкт 1240               |                  |                    |                      | Списаний 30 листопада 2004 |
|            | «Ритм-450»            | Рейдовий робочий катер         | Проєкт 299                |                  |                    |                      | Списаний 30 листопада 2004 |
|            | «Ритм-450»            | Рейдовий робочий катер         | Проєкт 299                |                  |                    |                      | Списаний 30 листопада 2004 |
|            | «Ширяєве»             | Рейдовий катер                 | Проєкт 371У               |                  |                    |                      | Списаний 30 листопада 2004 |
|            | «РК-1346»             | Рейдовий катер                 | Проєкт 1390               |                  |                    |                      | Списаний 30 листопада 2004 |
|            | «РК-1036»             | Рейдовий катер                 | Проєкт 376У               |                  |                    |                      | Списаний 30 листопада 2004 |
|            | «РК-936»              | Рейдовий катер                 | Проєкт 376У               |                  |                    |                      | Списаний 30 листопада 2004 |
|            | «Сочі»                | Рейдовий катер                 | Проєкт РК-26С             |                  |                    |                      | Списаний 30 листопада 2004 |
|            | «Регата»              | Рейдовий катер                 | Проєкт 366                |                  |                    |                      | Списаний 30 листопада 2004 |
|            | «Волга»               | Рейдовий катер                 | Проєкт 233                |                  |                    |                      | Списаний 30 листопада 2004 |
|            | ЛМ4-87мк              | Рейдовий катер                 | Проєкт ЛМ487мк            |                  |                    |                      | Списаний 30 листопада 2004 |
|            | ЛМ4-87мк              | Рейдовий катер                 | Проєкт ЛМ487мк            |                  |                    |                      | Списаний 30 листопада 2004 |
|            | ЛМ4-87мк              | Рейдовий катер (промірний бот) | Проєкт ЛМ487мк            |                  |                    |                      | Списаний 30 листопада 2004 |
|            | «Борей»               | Рейдовий катер                 | Проєкт ЛМ487мк            |                  |                    |                      | Списаний 30 листопада 2004 |
|            | РБК-60                | Рейдовий катер                 | Проєкт 363 М              |                  |                    |                      | Списаний 30 листопада 2004 |
|            | БУК-300               | Рейдовий катер                 | Проєкт Т-63ож             |                  |                    |                      | Списаний 30 листопада 2004 |
|            | «Конотоп»             | Рейдовий катер                 |                           |                  |                    |                      | Списаний восени 2013 року |
|            | «РК-1935»             | Рейдовий катер                 |                           |                  |                    |                      | Списаний восени 2013 року |
|            | «РК-1942»             | Рейдовий катер                 |                           |                  |                    |                      | Виключений зі складу флоту у 2019 році |
|            | «МГК-1694»            | Гідрографічний катер           |                           |                  |                    |                      | Списаний восени 2013 року |
|            | «Ритм-450»            | Рейдовий роз'їзний катер       |                           |                  |                    |                      | Списаний восени 2013 року |
| U781       | «Острог»              | Морський катер                 | Проєкт 1430.1             | 1993             | 1993               | 17.10.2013           | Списаний восени 2013 року Утилізовано в травні 2018 року |
| А932       | А932                  | Рейдовий катер                 | Проєкт 371У               | 1984             |                    | 16.09.2019           | Виключений зі складу флоту за Наказом Міністра оборони № 24 |
| А955       | «Золотоноша»          | Плавучий склад                 | Проєкт 814М               | 1986             | 1997               | 2019                 | 19 квітня 2014 року повернутий ВМС України (дислокується в м. Очаків). 1 листопада 2019 року затоплене в ході випробування С-125, використовувалося як мішень. |
| U925       | «РК-767»              | Службово-роз'їзний катер       | Проєкт 371У               | 1975             |                    | 29 січня 2021 року   | Списаний за Наказом № 28 |
| А733       | «Токмак»              | Рейдовий водолазний катер      | Проєкт РВ1415             | 1983             |                    | 29 січня 2021 року   | Списаний за Наказом Міністра оборони № 28 |
|            |                       | Судно-мішень                   | Проєкт 1635К, зав. № 2337 | 1985             | 2020               | 13 вересня 2021 року | 13 вересня 2021 року затоплене в ході ракетних стрільб, використовувалося як мішень.                                                                           |
|            |                       | Судно-мішень                   | Проєкт 1635К, зав. № 2439 | 1988             | 2020               | 13 вересня 2021 року | 13 вересня 2021 року затоплене в ході ракетних стрільб, використовувалося як мішень.                                                                           |

## Безекіпажні катери
| Модель    | Зображення | Походження | Тип                     | Модифікація                                     | Кількість | Зауваження                          |
| --------- | ---------- | ---------- | ----------------------- | ----------------------------------------------- | --------- | ----------------------------------- |
| Sea Baby  |            | Україна    | багатоцільова платформа | камікадзе, мінер, вогнеметна система, РСЗВ, ППО |           | Розроблений Службою безпеки України |
| Мамай     |            | Україна    | камікадзе               |                                                 |           | Розроблений Службою безпеки України |
| Magura V5 |            | Україна    | багатоцільова платформа | камікадзе, ППО                                  |           | Розроблений для ГУР МОУ             |
| KATRAN    |            | Україна    | багатоцільова платформа | KATRAN Venom                                    |           | Розроблений для ГУР МОУ             |

## Інше
| Бортовий №                  | Фото | Назва             | Проєкт        | Виробник                                            | Спущений на воду  | Введений до складу | Стан                                | Зауваження |
| --------------------------- | ---- | ----------------- | ------------- | --------------------------------------------------- | ----------------- | ------------------ | ----------------------------------- | --- |
| Підводні човни              |      |                   |               |                                                     |                   |                    |                                     | |
|                             |      | Б-9               | Проєкт 641    | «Суднобудівний завод №196 «Судомех»», Ленінград     | 31 березня 1965   | 30 листопада 1965  | Списаний                            | Згідно Угоди між Україною та Російською Федерацією про параметри поділу Чорноморського флоту від 28.05.1997 року переходив Україні, але був залишений Росії як компенсаціїя боргу за газ. (до складу ВМС України не входив). |
|                             |      | «Алроса»          | Проєкт 877    | «Червоне Сормово», Нижній Новгород                  | 10 вересня 1989   | 1 грудня 1990      | В строю                             | 13 березня 1992 року значна частина команди прийняла присягу на вірність Україні. Утім, вахтові матроси О. М. Заєць та М. М. Абдуллін забарикадувалися в моторному відсіку. Вони разом з верхнім вахтовим В. П. Смичковим, старшим матросом В. Д. Щербенком та старшим помічником капітана Б-871, який прибув на човен П. Леухіним захопили підводний човен. (до складу ВМС України не входив). |
| Крейсери                    |      |                   |               |                                                     |                   |                    |                                     | |
|                             |      | «Михаил Кутузов»  | Проєкт 68-біс | «Суднобудівний завод №444 імені Носенко», Миколаїв  | 29 листопада 1952 | 31 січня 1955      | корабель-музей у місті Новоросійськ | 8 березня 1992 року прийняли присягу на вірність Україні екіпаж крейсера «Михаил Кутузов». Згідно Угоди між Україною та Російською Федерацією про параметри поділу Чорноморського флоту від 28.05.1997 року переходив Україні, але був залишений Росії як компенсація боргу за газ. (до складу ВМС України не входив). |
|                             |      | «Адмірал Головко» | Проєкт 58     | «Суднобудівний завод №190 імені Жданова», Ленінград | 18 червня 1962    | 30 грудня 1964     | Списаний                            | Згідно Угоди між Україною та Російською Федерацією про параметри поділу Чорноморського флоту від 28.05.1997 року переходив Україні, але був залишений Росії як компенсація боргу за газ. (до складу ВМС України не входив). |
|                             |      | «Ніколаєв»        | Проєкт 1134Б  | «Суднобудівний завод імені 61 комунара», Миколаїв   | 19 грудня 1969    | 31 грудня 1971     | Списаний                            | 12 лютого 1992 року прийняли присягу на вірність Україні значна частина особового складу протичовнового корабля «Ніколаєв». (до складу ВМС України не входив). |
|                             |      | «Очаков»          | Проєкт 1134Б  | «Суднобудівний завод імені 61 комунара», Миколаїв   | 30 квітня 1971    | 4 листопада 1973   | Списаний                            | Згідно Угоди між Україною та Російською Федерацією про параметри поділу Чорноморського флоту від 28.05.1997 року переходив Україні, але був залишений Росії як компенсація боргу за газ. (до складу ВМС України не входив). |
| Есмінеці                    |      |                   |               |                                                     |                   |                    |                                     | |
|                             |      | «Смєтливий»       | Проєкт 61     | «Суднобудівний завод імені 61 комунара», Миколаїв   | 26 серпня 1967    | 25 вересня 1969    | корабель-музей у місті Севастополь  | 11 лютого 1992 року прийняли присягу на вірність Україні особовий склад протичовнового корабля «Сметливый». (до складу ВМС України не входив). |
| Морські тральники           |      |                   |               |                                                     |                   |                    |                                     | |
|                             |      | «Сигнальщик»      | Проєкт 266М   | Середньо-Невський суднобудівний завод, Ленінград    | 9 січня 1973      | 20 липня 1973      | Списаний                            | Морський тральщик «Сигнальщик» — перший корабель на Чорному морі, який у 1992 році підняв український державний прапор. 28 червня 1992 року, екіпаж корабля, протестуючи проти складання присяги на вірність СНД, присягнув замість цього українському народові і першим на Чорноморському флоті СРСР підняв прапор України. Однак на наступний день, під тиском командування бригади, екіпаж був змушений його спустити. Екіпаж тральщика був спішно розформований. (до складу ВМС України не входив). |
| Навчально-тренувальні судна |      |                   |               |                                                     |                   |                    |                                     | |
|                             |      | «Лісозаводськ»    | Проєкт B-54   | «Stocznia Gdańska» Гданськ                          | 25 червня 1960    | грудень 1960       | В строю                             | До складу ВМСУ не включений, але на судні періодично тренуються українські військовослужбовці. |

## Правила нумерації кораблів
Нумерація кораблів Військово-морських сил здійснюється за допомогою бортового номера, який складається з буквеної частини (префікса) та цифрової частини. Елементи нумерації:
Префікс — визначає тип корабля :
- F — фрегати (Frigates) та корвети
- L — десантні кораблі (Landing vessels)
- M — мінно-тральні кораблі (Minesweepers)
- P — патрульні кораблі (Patrol)
- A — допоміжні судна (Auxiliary Vessels)
- U — старий префікс (до 2018 року)

Цифрова частина — унікальний номер корабля у межах свого класу.

## Зауваження
1. ↑  До 1997-го року носив назву ТЛ-1616, з 1997-го по 2001-й «Монастирище»